# Please Don't Go (canção de No Mercy)
"Please Don't Go" (em português:  Por Favor Não Vá) é o terceiro single do álbum My Promise, lançado pelo trio de europop No Mercy em 17 de Março de 1997. Nos Estados Unidos e Canadá a canção foi lançada como segundo single, após o sucesso da canção "Where Do You Go". Embora não tenha sido tão popular quanto os singles anteriores, a canção ainda sim foi um grande sucesso, entrando no Top 30 dos Estados Unidos e Canadá, alem de entrar no Top 10 do Reino Unido e Áustria. 

## Faixas
Itália 12" single
| N.º | Título                              | Duração |  |
| 1.  | "Please Don't Go" (Radio Edit)      | 4:14    |  |
| 2.  | "Please Don't Go" (Ocean Drive Mix) | 5:44    |  |
| 3.  | "Please Don't Go" (Spanish Version) | 4:14    |  |
| 4.  | "Please Don't Go" (Spike Pop Mix)   | 5:02    |  |

Europa 12" single
| N.º | Título                                   | Duração |  |
| 1.  | "Please Don't Go" (Ocean Drive Mix)      | 5:44    |  |
| 2.  | "Please Don't Go" (Berman Bros Club Mix) | 5:14    |  |
| 3.  | "Please Don't Go" (Trip House Mix)       | 5:05    |  |
| 4.  | "Please Don't Go" (Spike Club Mix)       | 5:16    |  |

E.U.A. 12" Promo single
| N.º | Título                                         | Duração |  |
| 1.  | "Please Don't Go" (The Spike 'n Choo Club Mix) | 8:20    |  |
| 2.  | "Please Don't Go" (Album Version)              | 4:00    |  |
| 3.  | "Please Don't Go" (Trip House Mix)             | 7:50    |  |

E.U.A. 12" single (Remixes)
| N.º | Título                                                | Duração |  |
| 1.  | "Please Don't Go" (Vission & Lorimer Voyage Club Mix) | 7:03    |  |
| 2.  | "Please Don't Go" (Berman Brothers Dub)               | 6:38    |  |
| 3.  | "Please Don't Go" (Darrin Friedman Spike Anthem)      | 9:29    |  |
| 4.  | "Please Don't Go" (Spanish Remix)                     | 4:15    |  |
| 5.  | "Please Don't Go" (Berman Brothers Club Mix)          | 6:56    |  |
| 6.  | "Please Don't Go" (Vission & Lorimer Expedition Dub)  | 6:52    |  |
| 7.  | "Please Don't Go" (Ocean Drive Mix)                   | 6:13    |  |
| 8.  | "Please Don't Go" (Darrin's Zombie Beats)             | 3:48    |  |

CD single
| N.º | Título                                   | Duração |  |
| 1.  | "Please Don't Go" (Radio Edit)           | 4:14    |  |
| 2.  | "Please Don't Go" (Spanish Version)      | 4:14    |  |
| 3.  | "Please Don't Go" (Ocean Drive Mix)      | 5:44    |  |
| 4.  | "Please Don't Go" (Berman Bros Club Mix) | 5:15    |  |
| 5.  | "Please Don't Go" (Spike Pop Mix)        | 5:02    |  |
| 6.  | "Please Don't Go" (Trip House Mix)       | 5:07    |  |
| 7.  | "Please Don't Go" (Spike Club Mix)       | 5:16    |  |
| 8.  | "Please Don't Go" (Manumission Mix)      | 5:01    |  |

## Posições nas paradas musicais
| Parada musical (1997)                               | Melhor posição |
| --------------------------------------------------- | -------------- |
| Alemanha - Germany Top 100 Singles                  | 11             |
| Austrália - ARIA Charts                             | 35             |
| Áustria - Ö3 Austria Top 40                         | 5              |
| Bélgica - Ultratop (Flandres)                       | 13             |
| Canadá - Canada RPM Top 100 Singles                 | 23             |
| Canadá - Canada RPM Dance/Urban                     | 4              |
| Estados Unidos - Billboard Hot 100                  | 21             |
| Estados Unidos - Hot Dance Music/Maxi-Singles Sales | 7              |
| Estados Unidos - Rhythmic Top 40                    | 37             |
| Estados Unidos - Top 40 Mainstream                  | 19             |
| Irlanda - IRMA                                      | 19             |
| Nova Zelândia - RIANZ                               | 46             |
| Países Baixos - MegaCharts                          | 11             |
| Reino Unido - UK Singles Chart                      | 4              |
| Suíça - Schweizer Hitparade                         | 15             |

| Parada de fim de ano (1997)                     | Melhor posição |
| ----------------------------------------------- | -------------- |
| Alemanha - Germany Top 100 Singles              | 74             |
| Áustria - Ö3 Austria Top 40                     | 29             |
| Bélgica - Ultratop (Flandres)                   | 78             |
| Brasil - Top 100 Songs                          | 35             |
| Canadá - Canada RPM Top 50 Dance Tracks of 1997 | 43             |
| Países Baixos - Dutch Top 40                    | 98             |